# Котленци
Котленци (болг. Котленци) — село в Болгарии. Находится в Добричской области, входит в общину Добричка. Население составляет 272 человека.

## Политическая ситуация
В местном кметстве Котленци, в состав которого входит Котленци, должность кмета (старосты) исполняет Пламен Иванов Станчев (Граждане за европейское развитие Болгарии (ГЕРБ)) по результатам выборов правления кметства.
Кмет (мэр) общины Добричка — Петко Йорданов Петков (Болгарская социалистическая партия)   по результатам выборов в правление общины.